# Filitosa
Filitosa  je arheološko najdišče v južni Korziki, Francija, naseljeno od konca  neolitika in začetka bronaste dobe do rimsklega obdobja Kotzike. Na najdišču so antropomorfni menhirji iz 4.-2. tisočletja pr. n. št.

## Lokacija
Arheološko najdišče leži v dolini Taravo ob državni cesti D57 nekaj sto metrov od vasi Filitosa severno od Propriana.

## Zgodovina in značilnosti najdišča
Najdišče je leta 1946 odkril lastnik zemljišča Charles-Antoine Cesari. Sitematične raziskave so se začele leta 1956 pod vodstvom Rogerja Grosjeana. Arheologi so v Filitosi odkrili konice puščic in lončenino iz  najzgodnejšega obdobja naselitve okoli 3300 pr. n. št. Okoli leta 1500 pr. n. št. so bili v Filitosi postavljeni 2-3 m visoki menhirji s človeškimi obrazi, oklepi in orožjem. Roger Grosjean je domneval, da so bili postavljeni kot stražarji pred napadi Torrenov. Njihova obramba ni učinkovala. Torreni so naselje osvojili, menhirje podrli, razbili in jih celo uporabili kot gradivo. Na najdišču so zgradili okrogle kamnite zgradbe, imenovane torri, ki so služile kot templji. Torri so izjemno dobro ohranjeni. Grosjeanova teorija je po nedavnih raziskavah F. De Lanfranchija, M.C. Weissa in Gabriel Campsa postala sporna.
V Filitosi je približno dvajset menhirjev, kar je približno polovica menhirjev ma Korziki.
- Glava menhirja Filitosa IX.
- Filitosa
- Filitosa V.
- Filitosa V.
- Hrbtna stran menhirjev
- Osrednji spomenik
- Pet menhirjev iz kroga menhirjev